# Cons-Sainte-Colombe
Cons-Sainte-Colombe is een plaats en voormalige gemeente in het Franse departement Haute-Savoie (regio Auvergne-Rhône-Alpes) en telt 261 inwoners (1999). De plaats maakt deel uit van het arrondissement Annecy. Cons-Sainte-Colombe is op 1 januari 2016 gefuseerd met de gemeente Marlens tot de gemeente Val de Chaise. 

## Geografie
De oppervlakte van Cons-Sainte-Colombe bedraagt 3,5 km², de bevolkingsdichtheid is 74,6 inwoners per km².
De onderstaande kaart toont de ligging van Cons-Sainte-Colombe met de belangrijkste infrastructuur en aangrenzende gemeenten.

## Demografie
Onderstaande figuur toont het verloop van het inwonertal (bron: INSEE-tellingen).